# UTC+5:30
UTC+5:30  je vremenska zona koja se koristi u Indiji i Šri Lanki.

## Kao standardno vrijeme (cijele godine)
- Indija
- Šri Lanka

## Vanjske poveznice
- Naselja u vremenskoj zoni UTC+5:30